# Vid u sisavaca
Svi sisavci trebaju svjetlost da bi mogli vidjeti. Predmeti koje nas okružuju apsorbiraju ili odašilju elektromagnetske valove. Naše oči registriraju te valove a oni se zatim u mozgu spajaju u sliku. To je bit procesa koji nazivamo vid.

## Kako oko funkcionira
Osnovna struktura oka kod svih je sisavaca jednaka i funkcionira na jednak način. Sprijeda se nalazi prozorsko okno - rožnica, koja propušta svjetlost u oko u kojemu se zrake sažimaju i padaju na ispravno mjesto. Iza rožnice, koja propušta svjetlost, nalazi se šarenica. U njezinoj sredini nalazi se zjenica. Veličina zjenice mjenja se ovisno o jačini svjetlosti. Iza zjenice je leća koja lomi zrake svjetlosti i dovodi ih na očnu pozadinu - mrežnicu. Leća lomi i usmjerava zrake svjetlosti. Njenu prilagodbu omogućuju posebni mišići koji se skupljaju ili opuštaju zbog čega dolazi do izoštravanja slike predmeta. Mrežnica je unutarnji sloj očne jabučice. Sastoji se od gusto postavljenih stanica koje su osjetljive na svjetlost (fotoreceptora). S centrima u mozgu povezuje ih vidni živac. U tim na svjetlost osjetljivim stanicama stvara se zrcalno obrnuta slika koja se potom prenosi u mozak. Mozak primljene informacije obrađuje, razvrstava i uređuje tako da postupno nastaje slika onoga što se događa pred našim očima. Možemo reči da je riječ o pravom čudu kad iz nepotpunih i iskrivljenih informacija o svijetu koji nas okružuje živčani sustav može složiti sliku koja odgovara stvarnosti.

## Sposobnost gledanja u mraku
Tvrdimo li da vid ovisi o jačini svjetlosti koja pada na mrežnicu, kako je onda moguće da neki sisavci i noću vide dobro? Struktura oka u životinja koje su aktivne noću zapravo je jednaka kao i kod ostalih sisavaca. Razlika je u tome da su oči noćnih životinja veće, izbočenije i zato osjetljivije na svjetlost. Noćne životinje imaju osim toga iza mrežnice reflektirajući sloj koji ulaznu svjetlost odbija tako da štapići još jednom registriraju svjetlosne zrake. Taj efekt možemo vidjeti i sami ako noću promatramo lisicu ili mačku na koje pada svjetlost. Njihove oči izrazito bliješte jer reflektiraju svjetlost. Osim toga mrežnica tih životinja ima u odnosu na čunjiće neuobičajeno mnogo štapića koji osjetljivost oka u sumraku još povećavaju. To znači da se te životinje moraju kloniti dnevne svjetlosti. Zbog toga se na jakom dnevnom svjetlu zjenice oka mačke suže u uski prorez.

## Sisavci i prepoznavanje boja
Svjetlost je oblik energije i sastoji se od elektromagnetskih valova različite valne dužine. Elektromagnetski valovi koje odašilju pojedini objekti imaju različitu valnu dužinu. One s većom valnom dužinom naše oko prepoznaje kao crvenonarančaste tonove, a karatke valove registrira kao tonove zelene i plave boje. Na svjetlost osjetljive stanice (fotoreceptori), od kojih se sastoji mrežnica međusobno se razlikuju po obliku a djele se na dva tipa stanica - čunjiće i štapiće. Štapići ne razlikuju boje, ali su vrlo osjetljivi na jačinu svjetlosti. Čunjići su fotoreceptori za boje. Razaznaju ih po dužini svjetlosnih valova. Neki sisavci (posebno primati) imaju tri različite vrste čunjića: jedna je vrsta osjetljiva na plavu svjetlost, druga na zelenu a treća na žutozelenu i crvenu svjetlost. Mozak te informacije obrađuje i sastavlja u obojenu sliku. Čunjići mogu prepoznati valnu dužinu samo uz dobre svjetlosne uvjete (zato nam se čini da je po noći sve obojeno u sivkaste tonove). Životinje koje su aktivne ponajprije noću (npr.mačke) vjerojatno ne razlikuju boje. No u novije vrijeme je utvrđeno da svi sisavci raspoznaju barem neke boje.

## Kako vide pojedini sisavci
Uspješni lovci - grabežljivci (npr. mačke) - moraju svoj pogled snažno usmjeriti na plijen kako bi ga mogli uloviti. Odličnu dubinsku oštrinu vida omogućuje im to što vide s oba oka. Tako mogu precizno odrediti gdje se plijen nalazi i kolika je udaljenost između objekta. Životinje koje predstavljaju plijen (npr. zec, miš, jelen) imaju oći na glavi smještene postrance pa imaju široko vidno polje a time i bolji pregled na sve strane. Zec ima vidni kut od 360 stupnjeva, što znači da u svojoj okolini može uočiti neprijatelja sa svake strane. Vidni kut mačke je 180 stupnjeva.